# Корриентес (станция метро)
«Корриентес» (исп. Corrientes) — станция Линии H метрополитена Буэнос-Айреса. Станция расположена между построенной в 2015 году станцией «Кордова» и станцией «Онсе — 30 декабря». Станция расположена под пересечением проспектов Авенида Пуэйрредон и Авенида Корриентес, в районе Бальванера. Это северная конечная станция линии H. На станции можно сделать пересадку на станцию Пуэйрредон Линия B
Станция подземного типа с 2 боковыми платформами, 135 метров в длину и 18 в ширину, двусторонняя. Верхняя часть станции, соединяет платформы с выходом на улицу и со станцией Пуэйрредон. Станция имеет лестницы и десять эскалаторов, шесть лифтов; неработающие туалеты и Wi-Fi.

## История
Станция была открыта в понедельник, 6 декабря, 2010 года, на станции примерно 40 000 пассажиров в день, по сравнению с 20000 пассажиров, которые ранее использовали эту линию, линия сильно облегчила пассажиропоток на проезжей части в центре города.

## Украшения
В холле расположены две работы Энрике Сантоса Дисеполо изображающие Карлоса Гарделя и Хорхе Мускиа и Альфредо Мартинеса, являющихся частью культурного наследия танго.

## Достопримечательности
Они находятся в непосредственной близости от станции:
- Комиссариат N°7 Федеральная полиция Аргентины
- Общая начальная школа Коммуны Nº 14 Juan Martín de Pueyrredón
- Общая начальная школа Коммуны Nº 16 Presidente Mitre
- Столичная школа драматического искусства
- Библиотека образовательного центра de Población

## Галерея

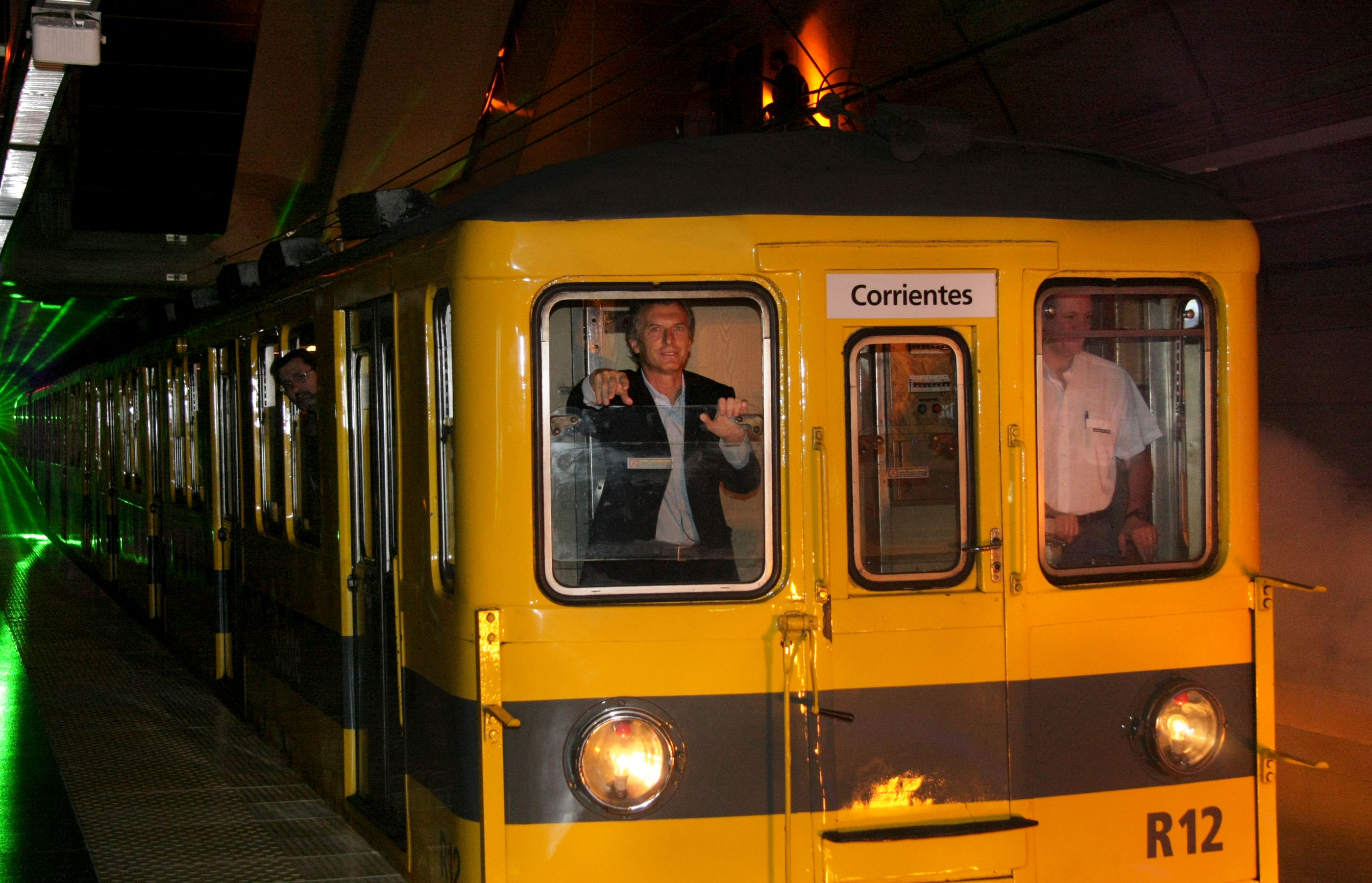
Маурисио Макри в кабине поезда, после открытия станции в 2010 году.
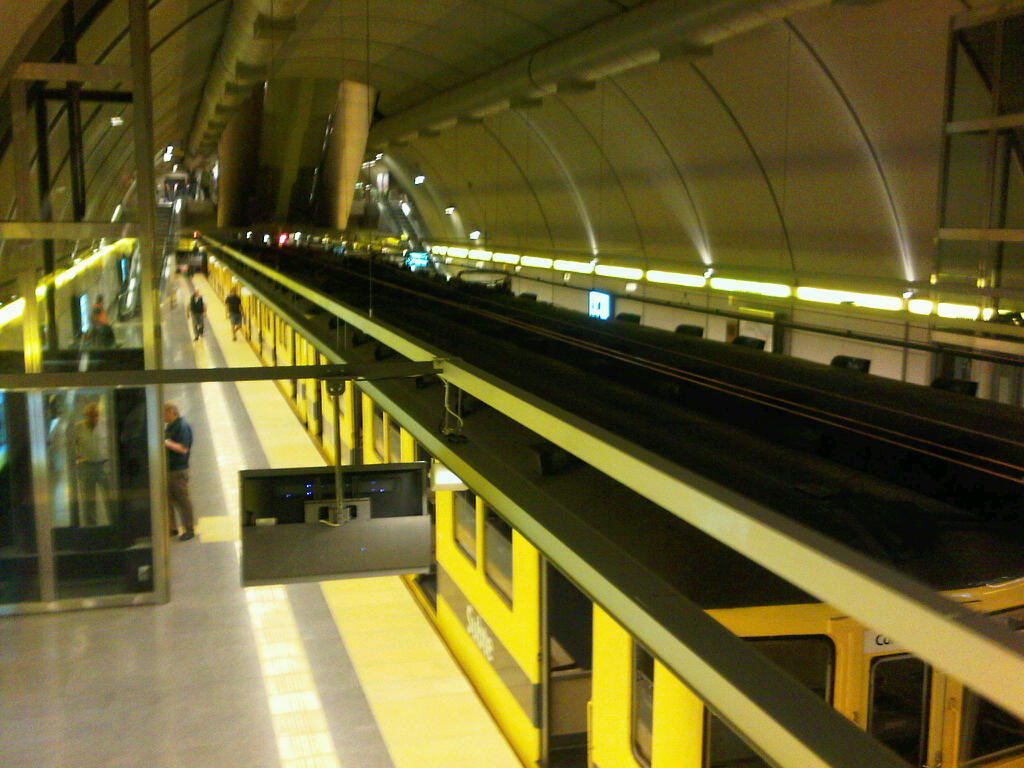
Первые дни работы станции.
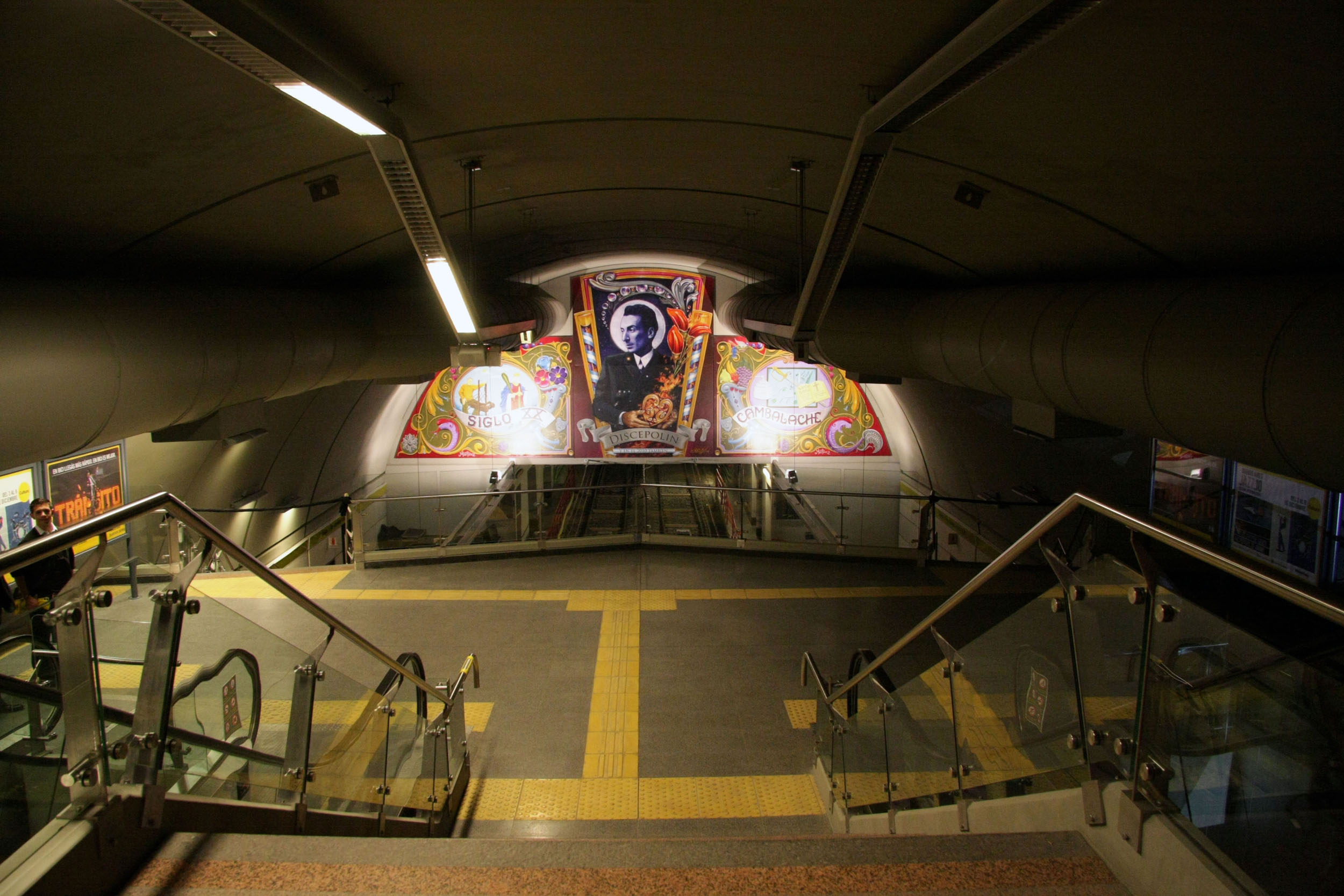
Гравюры написанные Энрике Сантос Дисеполо.
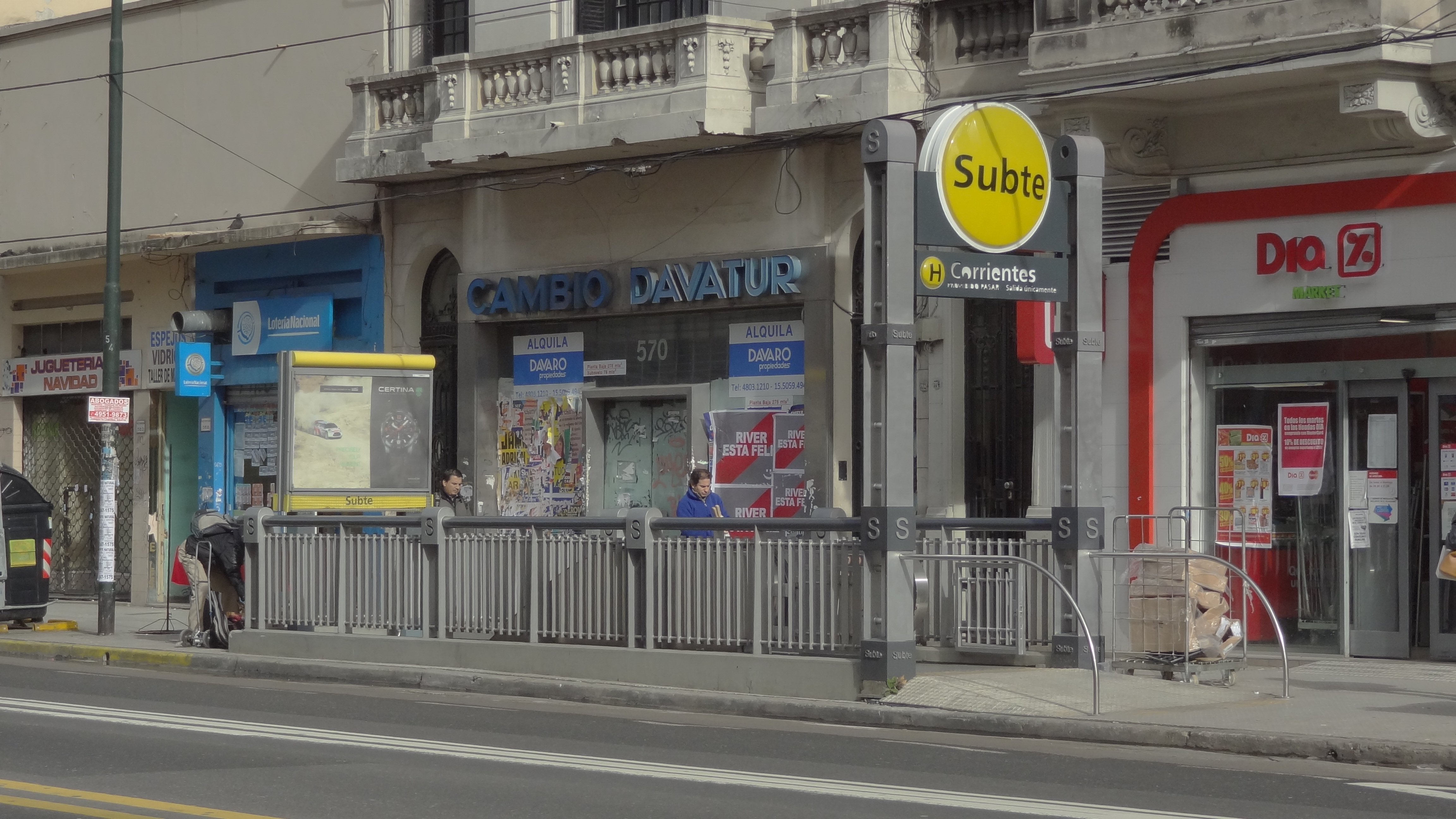
Эскалатор при выходе на проспект Авенида Пуэйрредон.
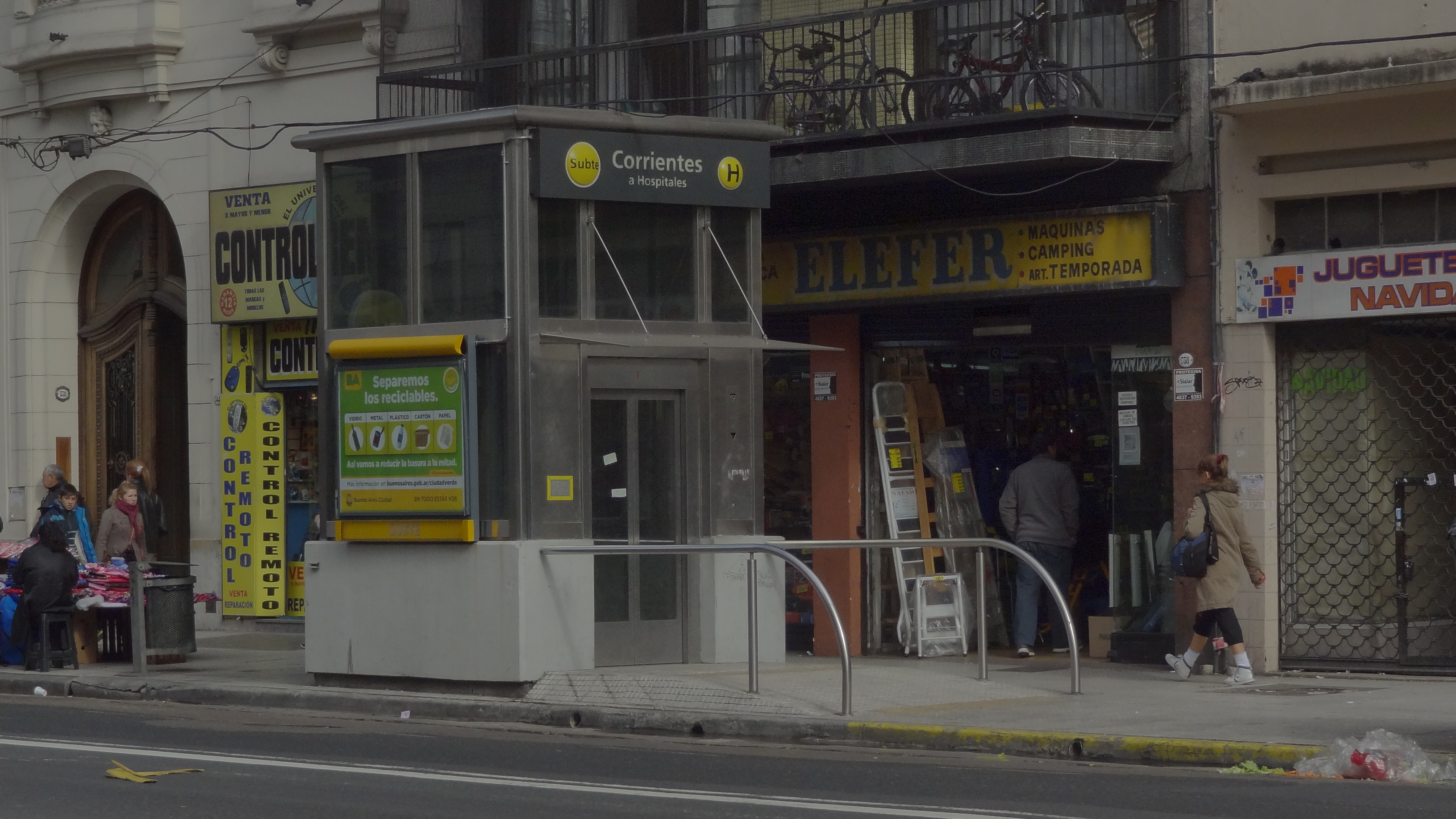
Вход на станцию.